# Beg, Borrow and Steal
Beg, Borrow and Steal è un album del gruppo musicale statunitense The Ohio Express.
Il titolo gioca su una classica frase idiomatica della lingua inglese (che in originale usa "or" invece di "and") che significa "in alcun modo" "per nulla" nel rafforzare espressioni come "non è possibile ottenere in alcun modo" qualcosa, in frasi negative.

## Tracce

### LP
Lato A
1. Beg, Borrow and Steal – 2:54 (Joey Day (Joseph DiFrancesco), Louis Zerato)
2. And It's True – 1:45 (Robert Sepulveda)
3. Had to Be Me – 2:10 (Jim Pfahler)
4. Let Go – 2:18 (Jeff Katz, Jerry Kasenetz, Dean Kastran)
5. Soul Struttin' – 2:59 (Tony Orlando, Marty Thau)
6. Try It – 2:40 (Joey Levine, Marc Bellack)

Lato B
1. I Know We'll Be Together – 2:09 (Jim Pfahler)
2. I Find I Think of You – 2:10 (Joe Walsh)
3. Stop Take a Look Around – 2:50 (Elliot Chiprut, Jeff Katz, Jerry Kasenetz)
4. Hard Times – 2:41 (Jim Pfahler)
5. It's Too Groovy – 2:52 (Tim Corwin)

### CD
Edizione CD del 2014, pubblicato dalla Real Gone Music (RGM-0158)
1. Beg, Borrow and Steal (Joey Day, Louis Zerato)
2. And It's True (Robert Sepulveda)
3. Had to Be Me (Jim Pfahler)
4. Let Go (Jeff Katz, Jerry Kasenetz, Dean Kastran)
5. Soul Struttin' (Tony Orlando, Marty Thau)
6. Try It (Joey Levine, Marc Bellack)
7. I Know We'll Be Together (Jim Pfahler)
8. I Find I Think of You (Joe Walsh)
9. Stop Take a Look Around (Elliot Chiprut, Jeff Katz, Jerry Kasenetz)
10. Hard Times (Jim Pfahler)
11. It's Too Groovy (Tim Corwin)
12. Beg, Borrow and Steal (Joey Day, Louis Zerato) – Traccia bonus - Versione singolo
13. Maybe (Elliot Chiprut, Jeff Katz, Jerry Kasenetz) – Traccia bonus - Versione singolo
14. Try It (Joey Levine, Marc Bellack) – Traccia bonus - Versione singolo
15. Soul Struttin' (Tony Orlando, Marty Thau) – Traccia bonus - Versione singolo
16. Roses Are Red (Jeff Corwin, Dean Kastran, Jim Pfahler, Dale Powers) – Traccia bonus - Brano inedito
17. Life Is a Mystery (Elliot Chiprut, Jeff Katz, Jerry Kasenetz, Joe Walsh) – Traccia bonus - Brano inedito

## Formazione
- Dale Powers - voce, chitarra solista
- Doug Grassel - chitarra ritmica
- Jim Pfayler (aka Jim Pfahler) - tastiere, cori
- Dean Kastran - basso, cori
- Tim Corwin - batteria, percussioni[5]

Note aggiuntive
- Jeffrey Katz e Jerry Kasenetz - produttori
- Jeffrey Katz e Jerry Kasenetz con Sylvester Bradford - produttori (brano: Beg, Borrow and Steal)
- Joseph Cordo - foto copertina album
- Dick Smith - design copertina album[4]

## Classifica
Singoli
| Anno | Titolo del brano      | Classifica        | Posizione raggiunta |
| ---- | --------------------- | ----------------- | ------------------- |
| 1967 | Beg, Borrow and Steal | Billboard Hot 100 | 29                  |
| 1968 | Try It                | Billboard Hot 100 | 83                  |